# Elisabeth Hauptmann
Elisabeth Hauptmann (20 de juny de 1897, Peckelsheim, Westfàlia, Imperi alemany – 20 d'abril de 1973, Berlín Oriental ) va ser una escriptora alemanya que va treballar amb el dramaturg i director també alemany Bertolt Brecht.
Va conèixer a Brecht el 1922, el mateix any que va arribar a Berlín. Va treballar com a secretària del poeta i escriptor germanoamericà Herman George Scheffauer. Va començar a col·laborar amb Brecht el 1924 i figura com a coautora de L'òpera de tres rals (1928). Suposadament , ella va escriure la majoria del text a més de proporcionar una traducció alemanya de L'òpera del captaire de John Gay, en la qual es basa l'obra musical, com a material de treball per a Brecht i Kurt Weill, el compositor. Sembla que va escriure almenys la meitat de l'obra Mahagonny-Songspiel, però no està acreditat. També va ser la principal autora de textos de la comèdia musical Happy End (1929).
A causa de l'auge del nazisme, Hauptmann es va exiliar als Estats Units del 1934 al 1949, casant-se el 1943 amb el compositor i director d'orquestra alemany Paul Dessau. Després de la mort de Brecht el 1956, va publicar obres seves a Suhrkamp Verlag, una editorial alemanya, i va treballar com a dramaturga per al Berlin Ensemble.
El 1961 va rebre el Premi Lessing, que el Ministeri de Cultura de l'Alemanya de l'Est atorgava cada any. Va fer una versió alemanya de He hanshan ( The Confronted undershirt ), una obra de teatre xinesa de l'època de la dinastia Yuan. El 1977, es va publicar una col·lecció de les seves obres sota el títol Julia ohne Romeo (Julia sense Romeo).